# Giora Feidman
Giora Feidman (Buenos Aires, 25 marzo 1936) è un musicista argentino.
È conosciuto internazionalmente come il Re del Klezmer, forma musicale di tradizione ebraica originaria dell'est europeo ed è sposato con la cantante e compositrice israeliana Ora Bat Chaim dal 1975.
Con basi classiche, ha suonato per 18 anni nella Orchestra Sinfonica di Tel Aviv. È un artista completo e attivo in tutti i generi musicali. Nell'estate del 2005 in occasione della Giornata Mondiale della Gioventù tenuta a Colonia, è stato invitato personalmente dal Papa a suonare sul palco come solista di fronte a 800'000 persone.
Svolge la sua attività concertistica (circa 200 concerti all'anno) in tutto il mondo e prevalentemente in Germania dove vive. Nell'anno 1993 è stato chiamato da Steven Spielberg per suonare nella colonna sonora del film Schindler's List - La lista di Schindler.
È anche un grande interprete del clarinetto basso. Dotato di uno straordinario e versatile talento musicale riesce a creare un suono molto particolare che lo rende facilmente distinguibile dagli altri clarinettisti.
Suona con bocchini in cristallo della ditta Clerici Pomarico costruiti in Italia a Cernusco Lombardone (Lecco), dato che essi generano un suono particolarmente caldo e aperto rispetto a quelli in ebanite. Inoltre gli consente di suonare con i particolari tipi di effetti come i glissati e note particolarmente brillanti.
Un'altra peculiarità che ha il suo bocchino rispetto agli altri è la sua apertura notevolmente ridotta rispetto a tutte le altre in commercio dato che viene costruita apposta per lui. Questo bocchino è molto faticoso da usare se non grazie a uno spessore di ance pari a 1 che nell'attuale mercato è difficile da trovare se non su ordinazione.

## Discografia

### 33 Giri
- 1972: Jewsih Soul Music (Hed-Arzi)
- 1975: Nigunim Of My People(Hed-Arzi)
- 1979: Shalom - Folklore Und Neue Songs Aus Israel (Calig)
- 1985: Viva El Klezmer (Phonokol)
- 1987: The Singing Clarinet (Pläne/Phonokol)
- 1987: The Magic Of The Klezmer (Pläne)
- 1990: Clarinetango (Pläne)
- 1991: Gershwin & The Klezmer (Pläne)
- 1993: Concert For The Klezmer (Pläne)
- 1996: To You! (Phonokol)
- The Incredible Clarinet (Phonodor)

### CD
- 1989: Jewish Sould Music (Hed-Arzi)
- 1990: The Magic Of Klezmer (Pläne)
- 1990: Clarinetango (Pläne)
- 1991: Viva El Klezmer (Pläne)
- 1992: The Dance Of Joy (Pläne)
- 1993: Klassic Klezmer (Pläne)
- 1993: Israel: Yiddish Soul (Network Medien)
- 1994: Feidman And The Jerusalem Symphony Orchestra Conducted By David Shallon - In Jerusalem (Pläne)
- 1995: Giora Feidman Und das Leipziger Kammerochester Featuring Mikhail Alexandrovich - Klezmer Chamber Music (Pläne)
- 1997: Klezmer Celebration (Pläne)
- 1997: The Art Of The Klezmer & Long Live Giora (Pläne)
- 1997: Feidman & Arditti String Quartet - Der Golem (Pläne)
- 1998: Giora Feidman And The Israel Camerata Conducted By Runer Biron (Pläne)
- 1998: Feidman & Katja Beer- Schubert & Jiddische Lieder (Pläne)
- 1999: Plays And The Angeles Sing - Symphonic Poems For A Klezmer Clarinet (Koch Schwann)
- 2000: Rhapsody  (Koch Schwann)
- 2001: TangoKlezmer (Koch Schwann)
- 2002: Feidman Plays Piazzola (Warner Strategic Marketing)
- 2003: Feidman Plays Mozart & More (Warner Strategic Marketing)
- 2005: Giora Feidman & Matthias Eisenberg - Live at st. Severin (Pläne)
- 2009: The Singing Clarinet (Pianissimo)
- 2012: Feidman & Gitanes Bolndes - Very Klezmer (Pianissimo)

### Compilation
- 1996: Rabbi Chaim's Dance - Traditionals From Israel (RCA)
- 2011: Deep Notes - The Best Of Bass Clarinet (Pianissimo)